# برت جانسون (بازیکن فوتبال، زاده ۱۹۱۶)
برت جانسون (انگلیسی: Bert Johnson; ۴ ژوئن ۱۹۱۶ – ۳۰ ژوئن ۲۰۰۹) بازیکن فوتبال اهل بریتانیا بود.
از باشگاه‌هایی که در آن بازی کرده‌است می‌توان به باشگاه فوتبال ولینگ یونایتد، باشگاه فوتبال چارلتون اتلتیک، و باشگاه فوتبال کمبریج یونایتد اشاره کرد.